# کشتار بولینگ گرین

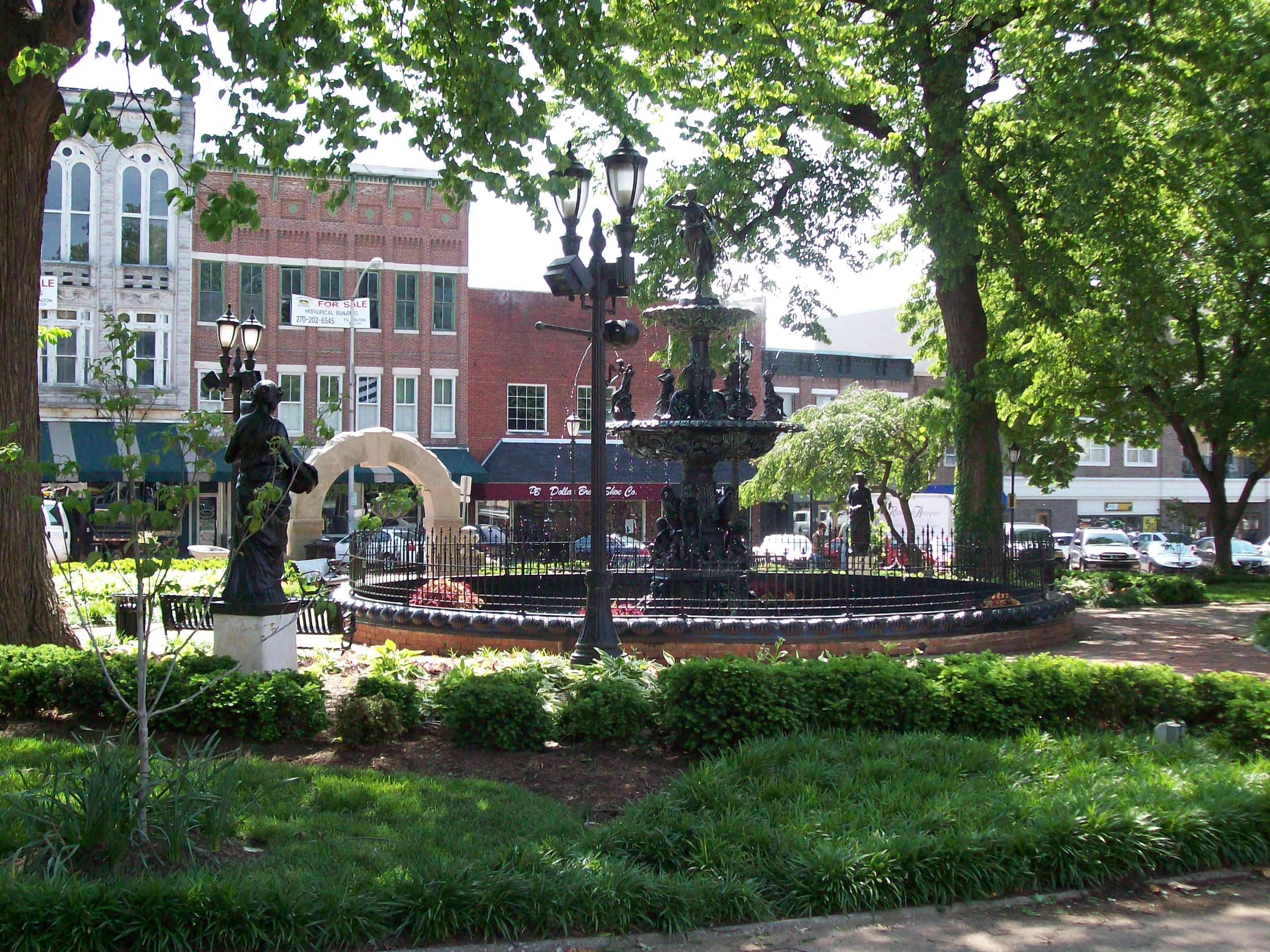
Bowling Green, Kentucky, هدف در کانوی "قتل عام" بیانیه

"قتل عامل بولینگ گرین" اشاره به حادثه‌ای ناموجود در ایالات متحده آمریکا است که مشاور رئیس جمهور کلین کانوی در مصاحبه با نشریه Cosmopolitan و TMZ در ۲۹ ژانویه ۲۰۱۷ و در یک مصاحبه با برنامه خبری بیس بال با کریس ماتیوز MSNBC در ۲ فوریه ۲۰۱۷ به آن اشاره کرد. کانوی به "قتل‌عام" به عنوان توجیهی برای وضع ممنوعیت سفر و مهاجهرت از هفت کشور با اکثریت جمعیت مسلمان توسط رئیس جمهور ایالات متحده آمریکا دونالد استفاده کرد. چنین قتل‌عامی هرگز اتفاق نیفتاده است. کانوی بعداً اظهار داشت که او به ماجرای دستگیری دو پناهنده عراقی در بولینگ گرین که به سبب اتهامات گوناگون از جمله "تلاش برای ارائه کمک مادی به تروریست‌ها و القاعده در عراق، دستگیر شده بودند، اشاره کرده است."

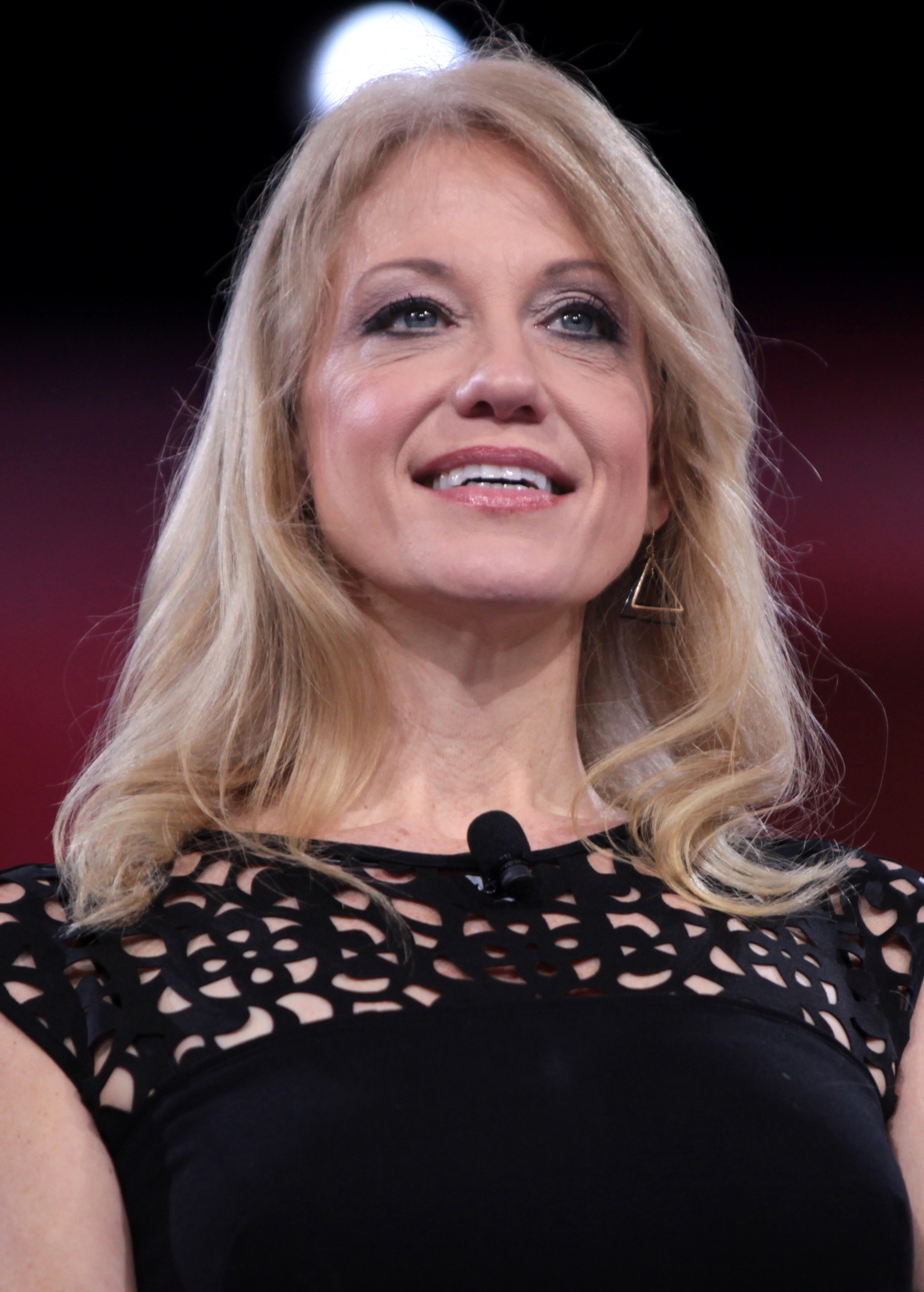
کلین کانوی در سال ۲۰۱۶

## پیش زمینه

### بازداشت‌های در ارتباط با تروریسم در بولینگ گرین

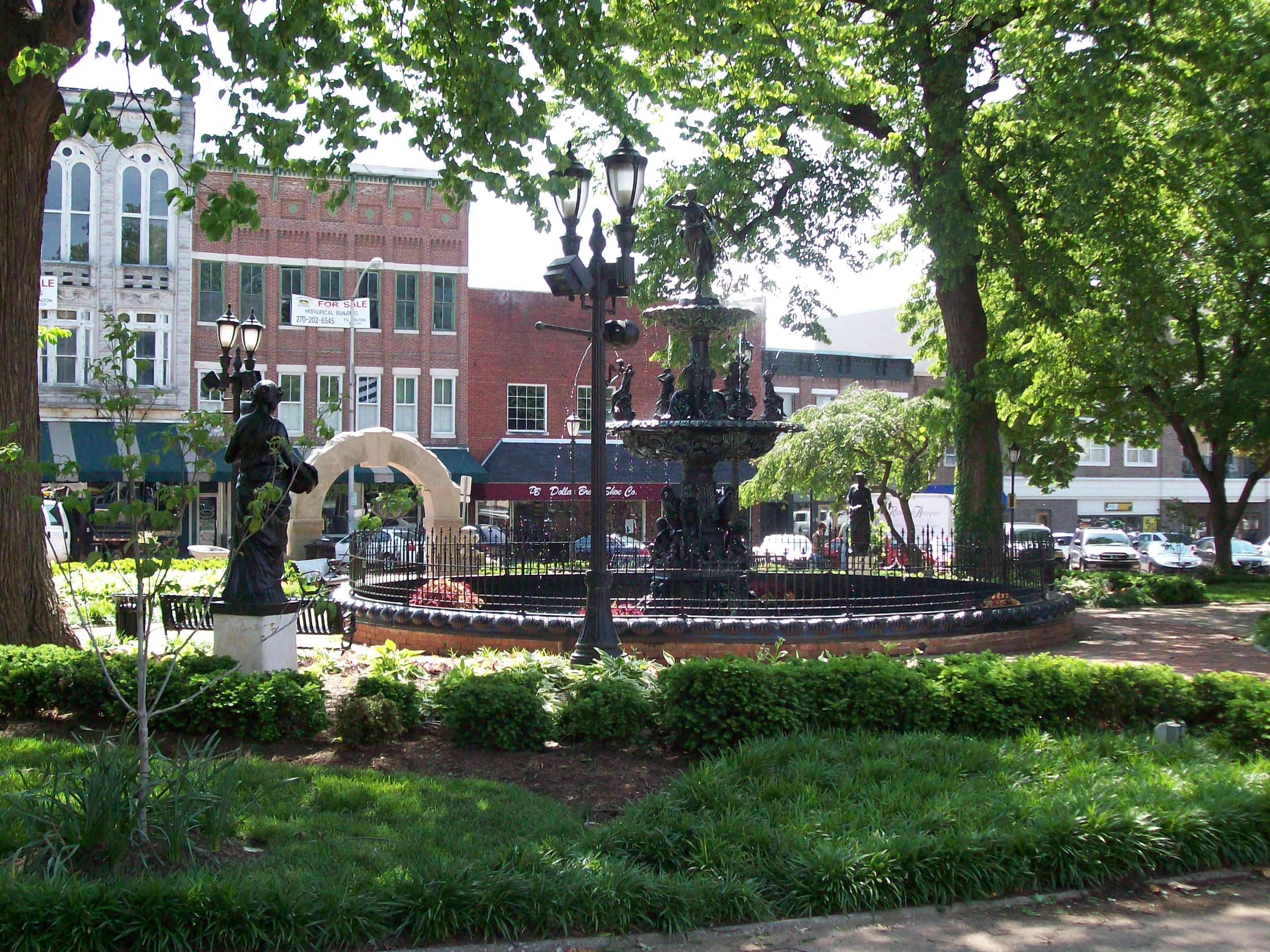
بولینگ گرین، کنتاکی، هدف اظهارات کانوی

در سال ۲۰۱۱ دو مرد عراقی که به عنوان پناهنده وارد کشور شده بودند، در بوولینگ گرین، کنتاکی بازداشت شدند. آنها به خاطر تلاش برای ارسال پول و اسلحه به القاعده در عراق به تروریسم فدرال متهم شدند. آنها به خاطر حمایت از حملات به سربازان آمریکایی در زمانی که هنوز در عراق بودند و نیز تلاش برای تهیه حمایت مادی از القاعده در عراق پس از نقل مکان به آمریکا محکوم شدند. بازداشت‌ها به اتهامات گوناگون از جمله «تلاش برای حمایت مادی از تروریست‌ها و القاعده در عراق صورت گرفتند.»
هر دوی این‌ها پیش از ورود به آمریکا، در عراق از بمب کنارجاده‌ای استفاده کرده بودند، گرچه این مسئله در زمان پذیرش آنان به آمریکا معلوم نبود. هر دو مرد به گناهکار بودنشان اقرار کردند؛ یکی از آنها در حال گذراندن حبس ابد و دیگری ۴۰ سال زندان در زندان فدرال هستند. این دو به هیچ‌کس در آمریکا حمله نکردند، و شواهدی وجود ندارد که آنها به عراق برگشته باشند یا پس از پذیرش به آمریکا در تماس با داعش بوده باشند. هیچ‌یک از آن دو به طراحی حملات درون آمریکا متهم نشدند.
دولت اوباما در پاسخ به این بازداشت‌ها، ۵۸۰۰۰ پناهنده‌ای که در آمریکا بودند را از نو غربالگری کرد، و بر ۲۵۰۰۰ شهروند عراقی در عراق غربالگری اعمال کرد، و پردازش تقاضاهای ویزا/پناهندگی از عراق را به طور شایان توجهی سخت کرد. اوباما همچنین برای متقاضیان ویزا از عراق بررسی پیشینه اضافه‌ای قرار داد که در نتیجه ویزاهای عراقی‌ها کندتر صادر شدند. این تغییرات در ویزاها موقتی بودند و برخی پناهندگان عراقی همچنان در این دوره به آمریکا پذیرفته می‌شدند.